# Calliphona palmensis
Calliphona palmensis är en insektsart som beskrevs av Bolívar, C. 1940. Calliphona palmensis ingår i släktet Calliphona och familjen vårtbitare. IUCN kategoriserar arten globalt som starkt hotad. Inga underarter finns listade i Catalogue of Life.